# Le Canet (Marseille)
Pour les articles homonymes, voir Le Canet.
Le Canet est un quartier de Marseille, situé dans le 14e arrondissement. Environ un quart de sa surface est occupée par la gare de fret de Marseille-Canet dont la fermeture devrait intervenir en 2024 dans le cadre des projets urbains d'Euroméditerranée. Le centre de rétention administrative de Marseille, qui a remplacé celui d'Arenc en 2006, se situe également dans le quartier, ainsi que le centre d’activité de la Station Alexandre.

## Toponymie
Cannetus au XIe siècle, Vallis de Canneto au XIIIe, le nom du Canet viendrait des « roseaux » (cannae) qui poussaient dans les anciens marécages du ruisseau Caravelle (ou Caravel) au bord duquel le quartier fut construit. Ce toponyme est particulièrement répandu dans les pays d’Oc. [réf. nécessaire]
Le Canet est d'abord orthographié Le Cannet. Ce n'est qu'en 1851 que le Canet commence à s'écrire avec un seul N.

## Limites du quartier
Le quartier administratif du Canet, au sens du décret n° 46-2285 du 18 octobre 1946, a pour limites nord et sud des axes majeurs de circulation reliant les autoroutes  A7 et A55. Le ruisseau des Aygalades (La Caravelle) et le chemin de Gibbes en constituent les limites ouest et est . Le quartier historique, incluant le Canet Village ou Petit-Canet, est plus étendu, il déborde notamment sur le quartier des Arnavaux.

## Histoire

### Le territoire du Canet jusqu’au début du XXe siècle
Le Canet est pendant longtemps une terre à l'habitat dispersé, sur laquelle se sont installées de nombreuses « campagnes » appartenant à de riches familles marseillaises qui s’y maintiennent jusqu'à la fin du XIXe siècle, dont La Floride (dans le quartier historique) qui était réputée au début du XVIIe siècle pour son salon littéraire où se rencontraient écrivains, juristes et savants,.
Bien qu'on la date du XVIIe siècle l'église paroissiale du Canet ne présente pas, selon l'historien marseillais Alfred Saurel, un grand intérêt historique, à l'exception de l'épitaphe en latin de Laurent d'Arvieux, qui résume la vie de ce grand diplomate et voyageur. Lors de la Révolution elle vendue comme propriété nationale puis rachetée et réparée par divers notables du quartier. L’archevêque d’Aix y rétablit le culte en 1806. En 1841 il en est fait donation à la Ville de Marseille.
Le noyau villageois est en cours de constitution dans les années 1860, avec des bâtiments éparpillés et des commencements de rues et de boulevards à proximité de l’église. Les voies de communications vers les autres quartiers font défaut. Des propriétaires lassés de voir leurs clôtures franchies par des habitants à la recherche de raccourcis demandent à la Ville la création d'une nouvelle voie. La Ville propose en 1864 une liaison est-ouest vers le quartier des Crottes, mais demande l’abandon gratuit de terrains ainsi qu'une participation financière des propriétaires. Alfred Saurel en conclut que la voie n’est pas prête d’être commencée.

### Le développement du quartier auxXXeetXXIesiècles
Après la construction du nouveau port et son extension vers le nord, le territoire du Canet s'industrialise à la fin du XIXe siècle et au début du XXe : raffineries de soufre, brasseries, huileries, savonneries…
La gare aux marchandises de Marseille-Canet est réalisée par la Compagnie PLM entre 1930 et 1934. Elle occupe environ le quart de la surface du Canet au voisinage du quartier des Crottes. Une partie du terrain était auparavant occupé par le camp Oddo, lieu d’hébergement de réfugiés arméniens de 1922 à 1927 dans d’anciens baraquements militaires de la guerre de 1914-1918, dont l'occupation par l'armée américaine a laissé des traces dans la toponymie du quartier (Maison Blanche, Place des États-Unis)[réf. souhaitée]. La Compagnie PLM construit également, pour le compte de la Ville le boulevard Oddo prolongé (devenu boulevard du Capitaine Gèze), à la limite nord du quartier. Cet axe est-ouest facilite le développement d’activités industrielles dans des zones de l’arrière-port jusqu’alors mal desservies.
La fermeture de la gare est programmée pour l'année 2024 dans le cadre de l'opération d'aménagement urbain Euromed 2 qui doit se déployer à terme entre le quartier des Crottes et le noyau villageois du Canet. Sur tout ou partie de l'emprise de la gare, dont la cession par la SNCF à l’établissement public d’aménagement Euroméditerranée est actée, la réalisation d'un parc urbainest programmée, le ruisseau des Aygalades enfoui sous la gare étant alors remis à l’air libre et réhabilité. Entre le parc et le noyau villageois duCanet est prévu un programme immobilier que le parc doit protéger des risques d'inondation et valoriser.
En 2015, une partie du Canet est intégrée au sein du vaste quartier prioritaire nommé « Bon Secours-Rosiers-Marine Bleue Saint Barthélémy-Saint Jérôme ».

## Habitat
Le Groupe HBM Ambrosini dont l’entrée se situe sur le boulevard Capitaine Gèze, est construit en 1937. C’est la première opération de logement social dans ce quartier industriel. Son architecture, conçue par l’architecte lyonnais François Clermont  spécialiste du logement social, se rapproche de celle de la cité Tony-Garnier à Lyon.
Le Groupe expérimental du Canet qui s’insère dans l’emprise du groupe Ambrosini date de 1950. Il est construit en 160 jours hors des cadres ordinaires de production. L’urgence de réaliser des logements dans l’après-guerre est à l’origine de cette opération expérimentale dont l’architecte est le marseillais Louis Olmeta. Le groupe est labellisé Patrimoine du XXe siècle.
Située aux franges de l’opération Euroméditerranée 2, entre le boulevard de la Maison Blanche et le boulevard Danielle Casanova, La Maison Blanche est une des cinq copropriétés dégradées répertoriées en 2015 par le Rapport Nicol consacré à la question de  la requalification du parc immobilier privé à Marseille. C’est l’un des sites concernées par le plan gouvernemental de lutte contre l'habitat indigne. En 2019 un incendie a accentué la situation de précarité des habitants. Pendant le premier confinement dû à la pandémie de Covid-19 le Collectif des habitants de Maison-Blanche organise le ravitaillement de familles qui vivant de « petits boulots » ne disposent plus de revenus.

## Lieux d'intérêt
- Le boulevard du Commandant-Finat-Duclos au Petit Canet. Cette petite voie, généralement très tranquille, a pourtant connu de nombreux règlements de compte à commencer par la tuerie du Bar du Téléphone en 1978, mais aussi l'exécution de trois lieutenants de Francis le Belge en 1972, celle du braqueur Jacques Castagna, dit Pierrot la Boulange, en 1981, et enfin l'enlèvement, suivi de sa disparition, de Redouane Djouder, dit Djoujou, dans le bar du Petit Canet en 2010.
- Le cimetière du Canet duquel l'on aperçoit la mer est dominé par le mausolée Vanverberghe dans lequel repose Francis le Belge, l'un des plus célèbres parrains marseillais.
- La Station Alexandre, située boulevard Charles-Moretti, est organisée autour d'un des anciens hangars de l'huilerie construite au début du XXe siècle par Victor Régis, l'un des grands noms de l'industrie des huiles marseillaises. La charpente métallique du bâtiment est attribuée à Gustave Eiffel. Situé dans un secteur bénéficiant  du dispositif de Zone Franche Urbaine (ZFU) la Station Alexandre a accueilli un centre d'affaire et un espace culturel après sa réhabilitation entre 2004 et 2007 par l'architecte Éric Castaldi[17]. Périclitant après la fin de la ZFU et de ses dispositifs d'aide à l'emploi, elle est mise aux enchères le 8 février 2023. Adjugée à un marchand de biens elle est finalement préemptée par l’établissement public foncier Provence-Alpes-Côte d’Azur[18].
- Le Centre de rétention administrative de Marseille, ouvert en 2006, se situe 18 boulevard des Peintures. Il a remplacé un hangar du port de Marseille, dont la découverte par le public dans le milieu des années 1970 avait contribué au moment de « l'affaire d'Arenc » à dévoiler des pratiques de rétention non encadrées par le droit. Il dispose de 136 places. Dans son enceinte un bâtiment accueille des audiences délocalisées des juges des libertés et de la détention[19].

## Sports

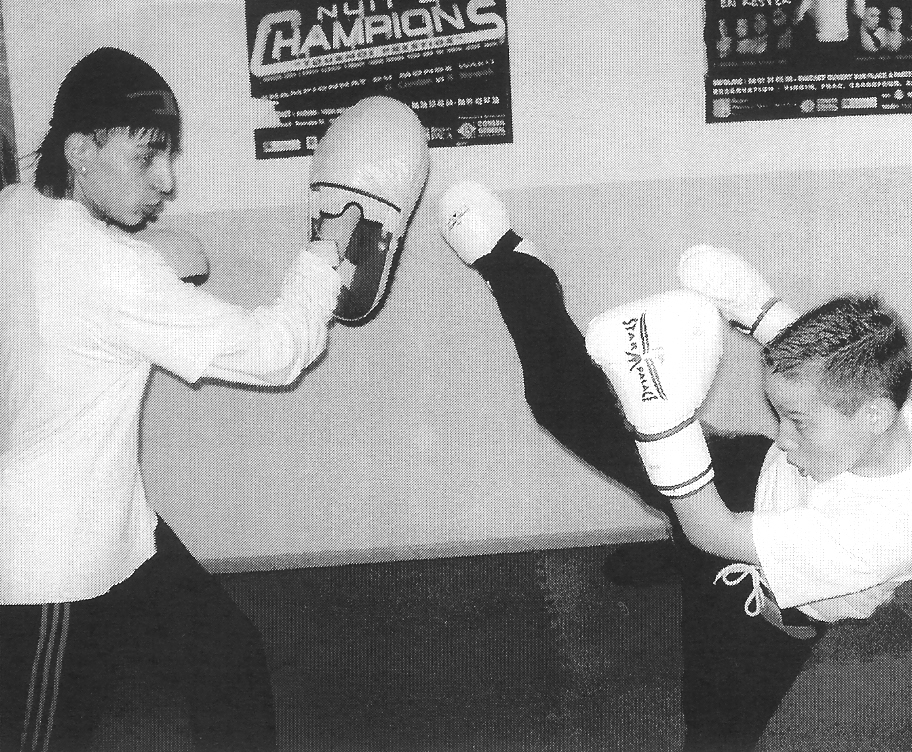
Club de boxe du quartier, « Kick Boxing 13 sans frontière », en 1999.

Canet Sports est un club de football marseillais fondé en 1920 dont le siège se situait sur le boulevard Charles Moretti dans le 14e arrondissement. Le club est fermé depuis septembre 2009, faute de moyens pour poursuivre son activité.